# Contributio
Kontrybucja (łac. Contributio) - pierwotnie, w starożytnym Rzymie, w okresie wczesnej Republiki oraz prawdopodobnie w okresie królewskim - rodzaj daniny nakładanej na pokonanych w wojnie przeciwników. Danina ta nie musiała być jedynym obciążeniem finansowym, jakie nakładano na pokonanych, jednak wyodrębnienie jej spośród innych środków majątkowych uzyskiwanych z tytułu zwycięstwa miało  istotne znaczenie, jako że jedynym przeznaczeniem contributio był zwrot ludowi rzymskiemu dodatkowych, specjalnych podatków nałożonych w celu sfinansowania kosztów wojny. Podatki te, zwane tributum nakładano na poszczególne tribus (stąd nazwa podatku) - "rody" (o charakterze plemiennym) rzymskie, proporcjonalnie do ich zamożności i znaczenia, a następnie naczelnicy rozkładali dalej na poszczególne kurie, potem na rody właściwe, wreszcie na poszczególnych obywateli, stosownie do zamożności i znaczenia. Po ewentualnym zwycięstwie pieniądze tak zebrane były w całości zwracane, czemu właśnie służyła instytucja kontrybucji.
W okresie późniejszym, gdy tributum stracił pożyczkowy charakter i stał się zwykłym podatkiem,  nazwa "kontrybucja" oznaczała po prostu daninę narzucaną pokonanemu przeciwnikowi.